# Olszyny Ostrowskie
Rezerwat przyrody „Olszyny Ostrowskie” – leśny rezerwat przyrody w województwie zachodniopomorskim, w powiecie gryfińskim, w gminie Chojna, na południowym krańcu jeziora Ostrów, 3 km na południowy zachód od Stoków, 8,5 km na zachód – południowy zachód od Chojny.
Został utworzony na mocy zarządzenia Ministra Ochrony Środowiska i Zasobów Naturalnych z dnia 29 grudnia 1987. Zajmuje powierzchnię 9,51 ha (akt powołujący podawał 9,50 ha).
Rezerwat jest położony w Puszczy Piaskowej, w północnej części Cedyńskiego Parku Krajobrazowego, a także na terenie dwóch obszarów sieci Natura 2000: siedliskowego „Wzgórza Krzymowskie” PLH320054 i ptasiego „Ostoja Cedyńska” PLB320017.
Celem ochrony jest zachowanie zbiorowisk leśnych olsu porzeczkowego (Ribeso nigri-Alnetum), łęgu jesionowo-olszowego (Fraxino-Alnetum), łęgu wiązowo-jesionowego (Ficario-Ulmetum minoris) wraz ze stanowiskami roślin chronionych, takich jak: kruszczyk szerokolistny (Epipactis helleborine), listera jajowata (Listera ovata), pierwiosnka lekarska (Primula veris subsp. veris), kalina koralowa (Viburnum opulus), kruszyna pospolita (Frangula alnus), brodawkowiec czysty (Scleropodium purum), mokradłoszka zaostrzona (Calliergonella cuspidata), torfowiec nastroszony (Sphagnum squarrosum), tujowiec tamaryszkowy (Thuidium tamariscinum).
Rezerwat znajduje się na terenie Nadleśnictwa Chojna. Nadzór sprawuje Regionalny Konserwator Przyrody w Szczecinie. Na mocy obowiązującego planu ochrony ustanowionego w 2007 roku, obszar rezerwatu objęty jest ochroną czynną.
Na południe od rezerwatu prowadzi znakowany niebieski turystyczny Szlak Wzgórz Morenowych z Lubiechowa Dolnego do Morynia.